# 李杰 (1979年)
李杰（1979年8月25日—），陕西西安人，中国射击运动员。

## 生涯
於1993年在西安市灞橋區射擊隊正式接受射擊訓練，一年後於瀋陽軍區軍事體育運動大隊，後來在2001年入選國家隊。
2002年是李傑美好的一年，先在亞運會的10米氣步槍贏得金牌。又在世界錦標賽的10米氣步槍中取得亞軍。
2004年，李傑在雅典先後贏得世界盃10米氣步槍季軍，在雅典奧運的10米氣步槍以1.4環不敵朱啓南拿下銀牌。2006年，他在多哈亚运会的男子團體氣步槍小項中，与队友劉天佑和朱啟南共同贏得金牌，是此次亚运会的首面金牌。